# Behavior Based Safety

Unfallpyramide nach BBS

Behavior Based Safety (BBS) (deutsch: Verhaltensbasierte Sicherheit) beschreibt einen Ansatz im modernen Arbeitsschutz, der sich auf die Verhaltensanalyse stützt. Unsicheres Verhalten von Arbeitnehmern soll durch positive Intervention geändert werden. Behavior Based Safety gilt als die am besten untersuchte und erfolgreichste Methode zur Verhaltensänderung im Bereich der Arbeitssicherheit.
Arbeitssicherheit wird seit langer Zeit als reine Management-Aufgabe angesehen. Im Unternehmen sind (teilweise durch gesetzliche Forderungen) Arbeitsschutz-Spezialisten für die Umsetzung und Einhaltung von Arbeitsschutzbestimmungen tätig. Es wird versucht, durch apparative Änderungen und Schutzeinrichtungen die Auswirkungen möglichen Fehlverhaltens von Mitarbeitern zu kompensieren.
Aus den Statistiken der Berufsgenossenschaften und anderer auch international tätiger Organisationen ist bekannt, dass der Anteil persönlichen Verhaltens an Arbeitsunfällen mehr als 85 % (T.R. Krause, Leading with Safety) ausmacht. Will man die Unfallzahlen deutlich senken, muss dieser Faktor betrachtet werden.
Als ein Mittel zur Visualisierung wird häufig die Unfallpyramide herangezogen, die auf das vom amerikanischen Sicherheitsingenieur Herbert William Heinrich aufgestellte Heinrichs Gesetz zurückgeführt werden kann, das eine Ratio von 1-29-300 definiert. Hierbei werden an der Spitze einer Pyramide die tödlichen Arbeitsunfälle erfasst. In der nächst tiefer liegenden Ebene werden alle schweren Unfälle beschrieben, d. h. alle Unfälle, die eine Ausfallzeit des Arbeitnehmers zur Folge haben. Darunter erscheinen die leichteren Arbeitsunfälle, bei denen eine Erste-Hilfe-Leistung oder eine medizinische Betreuung notwendig ist.
Diese Arbeitsunfälle werden durch die Sicherheitsfachkraft, den jeweiligen Betriebsleiter sowie die verunfallte Person genau analysiert. Im nächsten Schritt versuchen Arbeitsschutzexperten, daraus Maßnahmen abzuleiten, welche vergleichbare Unfälle in Zukunft vermeiden sollen.
Der BBS-Ansatz betrachtet unter der bisher erarbeiteten Pyramide noch eine Erweiterung der Basis. Es werden nicht nur alle Beinaheunfälle (Near Misses) mit betrachtet und deren Ursachen ermittelt, sondern jedes riskante bzw. unsichere Verhalten von Mitarbeitern (dass in dieser Situation folgenlos geblieben wäre, aber zu einem Arbeitsunfall hätte führen können).

## Grundlagen

### Verhalten als Ursache
Erfolgreiche BBS-Systeme setzen sich mit dem Verhalten, sowie den Motiven der Mitarbeiter, die zu einem Verhalten führen, auseinander. Dabei gilt, dass ein Verhaltensmuster eine persönliche Abschätzung des Nutzens ist. Der persönliche Nutzen ergibt sich aus den persönlichen Erfahrungen des Betreffenden. In der Regel wird das ABC-Modell verwendet, um diesen Sachverhalt zu erklären.
Activator oder Antecedent (Aktivator oder Vorgeschichte)

Menschen tendieren prinzipiell zu einem Verhalten, durch das ein persönlicher Vorteil erwartet wird. Dieser Vorteil wird durch Faktoren wie Lob und Anerkennung, finanzielle Anreize, Zeitgewinn, Arbeitserleichterung oder weitere bestimmt. Wird also das Verhalten eines Menschen gelobt, wird er versuchen, dieses Verhalten wieder zu zeigen, um weiteres Lob zu erhalten. Man stelle sich die folgende Situation vor: Ein Mitarbeiter beeilt sich, um ein wichtiges Produkt fertigzustellen. Während der Herstellung verwendet er seine persönliche Schutzausrüstung nicht, weil er der Meinung ist, dass es zu lange dauere, diese zu holen und anzuziehen. Während seiner Tätigkeit geschieht kein Arbeitsunfall. Das fertige Produkt meldet er seinem Vorgesetzten und erhält Lob dafür, weil das Produkt rechtzeitig fertiggestellt worden ist. Solange der Vorgesetzte die fehlende Schutzausrüstung nicht bemängelt, sondern die erbrachte Leistung lobt, wird er in Zukunft das gleiche Verhalten wieder an den Tag legen.
Behavior (Verhalten)

Das „sichtbare“ Verhalten.
Consequence (Konsequenz)

Als Konsequenz werden alle Effekte, die sich aus dem aktiven Verhalten ergeben, bezeichnet. Auf das obige Beispiel bezogen bedeutet das Folgendes: Achtet der Vorgesetzte sehr genau auf die Einhaltung der Arbeitsschutzrichtlinien, so wird er seine Mitarbeiter regelmäßig auf Mängel hinweisen. Dieses Verhalten des Vorgesetzten ist rechtlich absolut korrekt und muss auch so gelebt werden. Wird vom Vorgesetzten allerdings nur auf Mängel reagiert, ist dieses Verhalten eher kontraproduktiv. Denn es handelt sich hier nicht um Lob von richtigem Verhalten, sondern um Tadel von falschem Verhalten. Dadurch ergibt sich wiederum ein wichtiger Effekt: Die getadelte Person wird in Zukunft versuchen, das Verhalten zu verstecken. Solange nicht das Gegenteil, nämlich die Anerkennung von richtigem Verhalten gelebt wird, kommt es immer wieder zu diesen Effekten. Bekannt ist das aus dem betrieblichen Alltag, wenn alle Regularien eingehalten werden, solange Vorgesetzte zugegen sind, aber unbeobachtet (zum Beispiel während der Nachtschicht) das alte Verhalten weiter gelebt wird.
Um Verhalten dauerhaft zu ändern, ist es also erforderlich, richtiges Verhalten zu belohnen. Auch einfaches Lob gilt als Belohnung in diesem Sinne.
Ein weiterer, sehr wesentlicher Faktor in der Verhaltenspsychologie ist die Kontinuität. Wird ein riskantes oder unsicheres Verhalten mal geduldet und mal sanktioniert oder angesprochen, so wirkt sich das auf die Glaubwürdigkeit aus. Es wird keine Verhaltensänderung geben, solange ein fehlerhaftes Verhalten (auch nur ausnahmsweise) geduldet wird. Damit ist aber einer der schwierigsten Faktoren verknüpft. Es bedeutet nämlich, dass jedes unsichere Verhalten angesprochen werden muss. Im betrieblichen Alltag ist das nicht leicht zu realisieren, aber notwendig, um Verhaltensweisen zu ändern.
Der dritte Faktor im Bereich der Verhaltensänderung betrifft die zeitliche Zuordnung. Wird ein positives Verhalten gezeigt, sollte möglichst sofort ein Lob ausgesprochen werden. Nicht erst Tage später. Wird falsches Verhalten gezeigt, so muss auch dieses sofort signalisiert werden.
Für die BBS-Systeme ergeben sich somit drei Grundprinzipien:
- Lob von richtigem Verhalten
- Kontinuität als klares Bekenntnis zur Arbeitssicherheit
- Zeitnahes Loben erhöht die Effektivität

### Unbewusste Verhaltenseinflüsse
Neben den oben aufgeführten Maßnahmen, die ergriffen werden müssen, um das Verhalten von Mitarbeitern zu beeinflussen, gibt es noch Faktoren, die nicht ohne Weiteres beeinflussbar sind. Diese gelten als passive Faktoren. Darunter fallen die Suche nach der eigenen Herausforderung, die Gewohnheit und die Unterschätzung der Eintrittswahrscheinlichkeit eines Unfalls und damit die „Illusion der eigenen Unverletzbarkeit“.
Alle diese Faktoren beeinflussen das tägliche Verhalten und das Empfinden gegenüber Sicherheitsmaßnahmen. Will man die Arbeitssicherheit im Unternehmen nachhaltig und langfristig verbessern, muss man sich damit eingehend beschäftigen.

## Methodik
Damit ein BBS-System erfolgreich sein kann, ist es nötig, schnell und konsequent auf falsches und richtiges Verhalten zu reagieren. Das können Vorgesetzte alleine nicht leisten. Um also eine breitere Basis zu schaffen, muss versucht werden, möglichst viele Mitarbeiter zur aktiven Mitarbeit zu gewinnen. Damit werden zwei Effekte bedient:
Zum einen wird die Basis deutlich breiter: je mehr Mitarbeiter an solchen Systemen mitwirken, desto höher ist die Wahrscheinlichkeit, dass regelmäßig Beobachtungen und Feedback stattfinden. Zum anderen dient jede einzelne Beobachtung der eigenen Sensibilisierung. Da sich ein beobachtender Mitarbeiter zunächst Gedanken darüber machen muss, ob eine Handlung sicher oder unsicher ist, bzw. warum sie in der vorliegenden Art und Weise vollzogen wird. Ein Ergebnis davon könnte durchaus auch sein, dass der Beobachtete die Handlung sicher ausgeführt hat und der Beobachter sein eigenes Vorgehen in dieser Situation überdenken muss. Im anschließenden Gespräch muss geklärt werden, warum die Handlung so vorgenommen wurde. Denkbar ist auch, dass durch Beobachtungen Fehler oder Hindernisse in Anweisungen erkannt werden und so korrigiert werden können.
In der Praxis wird versucht, möglichst alle Mitarbeiter des Unternehmens mit einzubeziehen. Daraus ergibt sich die Schwierigkeit, dass Mitarbeiter sich gegenseitig nicht „verpetzen“ wollen. Jeder fürchtet eine Bestrafung, wenn unsicheres Verhalten aufgedeckt wird. Dazu ist es zunächst notwendig, eine offene Fehlerkultur zu begünstigen. Das Beobachtungsprinzip darf nicht dazu genutzt werden, Bestrafungen durchzuführen, daher ist ein BBS-System meist anonym und im besten Fall von Mitarbeitern geführt, die ein hohes Maß an Vertrauen in der Belegschaft genießen. Diese Kultur des offenen Umgangs mit Fehlern zu fördern ist Management-Aufgabe. Daher ist es entscheidend, dass Vorgesetzte die Prinzipien von BBS verstehen und in ihren Betrieben umsetzen.
Wie bereits beschrieben, besteht eine der wesentlichen Stützen eines BBS-Systems in der direkten Kommunikation zwischen (möglichst gleichberechtigten) Kollegen, bei denen das Vorgehen besprochen wird und Wege gesucht werden, diese Handlung in Zukunft sicherer zu machen.
Ein weiterer Effekt besteht in der statistischen Auswertung der Beobachtungen. Dazu ist es notwendig, möglichst detaillierte Informationen über das unsichere Verhalten von Mitarbeitern zu erhalten. Diese Informationen dürfen aber keineswegs für disziplinarische Maßnahmen verwendet werden, weshalb dem Team zur Steuerung des Prozesses eine besondere Bedeutung zukommt. Falls schriftliche Beobachtungen ausgewertet werden sollen (also die Kommunikation zwischen Beobachter und Beobachtetem), so ist darauf zu achten, dass aus den Aufzeichnungen keine Information bezüglich des Beobachteten erkennbar ist. Rückschlüsse dürfen auch aus Ort und Zeit der Beobachtung nicht möglich sein.
Das Steuerungsteam stellt aus den eingehenden Beobachtungen detaillierte Statistiken bereit, die zur Schulung der Mitarbeiter genutzt werden können. Eventuell geht aus den Statistiken auch ein prinzipielles Problem zu einem Arbeitsbereich hervor, so dass die „konventionelle“ Sicherheitsarbeit wertvolle Informationen hieraus gewinnen kann.

## Bekannte Schwierigkeiten
Schwierigkeiten rund um ein BBS-System sind vielfältig und kaum allgemein zu beschreiben. Folgend sollen einige bekannte Fehler aufgezeigt werden, und welchen Einfluss diese auf das System haben können.
Kommunikation ist der erfolgsbestimmende Faktor. Die Mitarbeiter müssen entsprechende Informationen über Erwartungen, Möglichkeiten, Ausmaß, Zeitplan und Folgen des Prozesses haben und immer wieder über den Status informiert werden. Nur dann kann sich die Kultur entwickeln, die für den Erfolg entscheidend ist. Allein das stellt viele Unternehmen bereits vor Schwierigkeiten, da mit neuen Sicherheits- und Schulungsmaßnahmen ein erhöhter Aufwand und damit Mehrkosten verbunden sind. Da BBS-Systeme langfristig Veränderungen bewirken, lassen sich diese oftmals nicht quartalsweise bewerten und verschlechtern somit die oftmals notwendige Darstellung des Unternehmens am Aktienmarkt.
Offener Umgang mit Fehlern ist keine Selbstverständlichkeit. Oft scheuen sich Mitarbeiter, Fehler offen zuzugeben, da negative Konsequenzen gefürchtet werden. Hier müssen klare Regeln aufgestellt werden, die eine falsche Nutzung verhindern. Nur wenn auch kleine Unsicherheiten offen kommuniziert werden können, ist eine reelle Verbesserung der Arbeitssicherheit möglich.
Mangel an Maßnahmen stört die Beteiligung am System. Erkennen die Mitarbeiter, dass aus ihren Beobachtungen keine Maßnahmen resultieren, wird das System schnell an Beteiligung verlieren. Daher ist es wichtig, dem Steuerungsteam entsprechende Möglichkeiten zu geben, die Maßnahmen zeitnah umzusetzen. Falls es zu einem Punkt keine Maßnahme geben kann, muss das offen kommuniziert werden.
Belohnung der Beteiligung am Beobachtungsprozess muss qualitätsorientiert sein. Die einfachste Möglichkeit zur Erhöhung der Beteiligung stellen Belohnungen dar. Oftmals wird einfach über die Beteiligung (beispielsweise über Anzahl der Beobachtungen in einem gewählten Zeitraum) belohnt. Dabei ergibt sich die Schwierigkeit, dass eventuell qualitativ minderwertige Beobachtungen gemacht und protokolliert werden, nur um am Belohnungssystem teilzunehmen. Besser ist es, die Qualität von eingehenden Beobachtungen zu bewerten und entsprechend zu prämieren. Ein Beispiel ist die Qualifizierung über die Schadensmatrix. In die Matrix wird die Schadensschwere sowie die Eintrittswahrscheinlichkeit eingetragen. Kann der Schaden oftmals eintreten, es ist aber nur mit geringen Auswirkungen zu rechnen (z. B. Stolpern über eine Bodenkante, mit nur geringer Auswirkung), so wird der Wert der Matrix entsprechend klein ausfallen.
| Eintrittswahrscheinlichkeit | Geringer Schaden (Erste Hilfe, keine Ausfallzeit) | Mittlerer Schaden (medizinische Betreuung, Ausfallzeit) | Hoher Schaden (Tödliche Unfälle, Brand, Explosion) |
| --------------------------- | ------------------------------------------------- | ------------------------------------------------------- | -------------------------------------------------- |
| Selten (<2 × in 5 Jahren)   | 1                                                 | 2                                                       | 4                                                  |
| Ab und zu (1 × im Jahr)     | 2                                                 | 4                                                       | 8                                                  |
| Häufig (>2 × im Jahr)       | 4                                                 | 8                                                       | 16                                                 |